# Sar Maḩalleh
Sar Maḩalleh (persiska: سر محله) är en ort i Iran.   Den ligger i provinsen Golestan, i den norra delen av landet, 260 km nordost om huvudstaden Teheran. Sar Maḩalleh ligger 9 meter över havet och antalet invånare är 581.
Terrängen runt Sar Maḩalleh är varierad.Runt Sar Maḩalleh är det ganska tätbefolkat, med 160 invånare per kvadratkilometer. Närmaste större samhälle är Bandar-e Gaz, 5,1 km väster om Sar Maḩalleh. Trakten runt Sar Maḩalleh består till största delen av jordbruksmark.